# 侯雪梅
侯雪梅（1962年2月27日—），浙江杭州人，中国女子铁饼运动员。她曾获得1986年亚洲运动会和1990年亚洲运动会女子铁饼金牌。她也参加过1988年夏季奥运会。